# San Dieguito Academy
La San Dieguito High School Academy, precedentemente San Dieguito Union High School  e San Dieguito High School, conosciuta anche con il nome di San Dieguito Academy è una scuola secondaria (high school) statunitense che si trova a Encinitas, in California, fondata nel 1936.